# Alois Löser
 (août 2021).
Alois Löser ou Frère Alois (dans sa communauté), né le 11 juin 1954 à Nördlingen (Allemagne), est un religieux français, d'origine allemande, prieur de la Communauté de Taizé entre 2005 et 2023.

## Biographie

### Jeunesse et début de carrière
Né dans le district de Souabe en Bavière, de parents sudètes catholiques, il passe sa jeunesse à Stuttgart. Il acquiert la nationalité française en 1984. À partir de 1970, Löser se rend fréquemment à Taizé, où il séjourne comme volontaire en 1973-74, pour participer à l'accueil des jeunes. En 1974, Alois Löser, alors âgé de vingt ans, entre dans la Communauté de Taizé et devient Frère Alois. Il s'engage en tant que frère le 6 août 1978. Il coordonne les rencontres de jeunes à Taizé et les rencontres européennes. Il est chargé de la publication du livre Prières pour chaque Jour.  
La règle de la Communauté appelée Les Sources de Taizé donne au prieur la responsabilité de créer et de maintenir la communion et l'unité entre les frères au cœur de la Communauté.

### Direction de la Communauté de Taizé
Début 2005, dans sa 90e année, très fatigué, Roger Schütz, le fondateur de la communauté, annonce à la communauté des frères que « Frère Alois commencerait son ministère dans l'année »[réf. nécessaire].  
Après l'assassinat de Roger Schütz, il prend la direction de la communauté.
En 2023, il transmet la charge de prieur de la communauté à Andrew Thorpe.

## Prises de position
Il s'exprime sur les abus sexuels commis dans l’Église en 2019 et il dénonce plusieurs abus commis dans la communauté de Taizé.

## Ouvrages
- Oser croire, Les Presses de Taizé, 2010, 112 p. (ISBN 9782850403071)
- Pèlerins de confiance : le chemin de communion suivi à Taizé, Les Presses de Taizé, 2013, (ISBN 2850403490)
- Vers de nouvelles solidarités. Taizé aujourd'hui, Seuil, 2015.

## Décorations
Le 14 novembre 2016, il est nommé au grade de chevalier de l'ordre national du mérite. 